# Palatul Elisabeta
Palatul Elisabeta (amintit în unele scrieri și ca „vila din Kiseleff”) este o reședință regală din București, situată pe Șoseaua Kiseleff.
În prezent, clădirea servește ca reședință în București Majestății Sale Margareta, Custodele Coroanei române și întregii Familii Regale.

## Amplasare

Pavilionul regal folosit de Majestatea Sa Margareta, Custodele Coroanei. Se distinge prin Crucea Ordinului „Mihai Viteazu”

Palatul Elisabeta se află în vecinătatea Muzeului Satului și Teatrului de vară din Parcul Regele Mihai I al României.  
Accesul se face din Șoseaua Kiseleff, prima alee la dreapta în sensul dinspre Arcul de Triumf spre Piața Presei (oficial, adresa poștală este „Șoseaua Pavel D. Kiseleff nr. 28”, deși Palatul se găsește la capătul unei alei private ce pătrunde în Muzeu, numită „Intrarea Românești”). Numărul factorial afișat pe plăcuța fixată pe poarta Palatului este „26-28”.
Pe acoperișul Palatului se află un mare catarg pentru drapele. Conform uzanțelor de protocol regal, pe acest catarg trebuie arborat, în fiecare moment, pavilionul personal al Custodelui Coroanei, atunci când se află în reședință (sau cel al membrului Familiei Regale cu rangul cel mai înalt care este prezent, în ordinea de precădere). Pavilionul este imediat coborât atunci când Majestatea Sa Custodele Coroanei părăsește reședința. Dacă nici un membru al Familiei Regale nu se află în Palat, pe catarg flutură drapelul național al României, steagul tricolor având în centru Stema Regală, varianta mare.
Drapelul arborat pe Palatul Elisabeta poate fi văzut de către public din Parcul Herăstrău, de pe podul situat la capătul dinspre Arcul de Triumf al Aleii Trandafirilor.

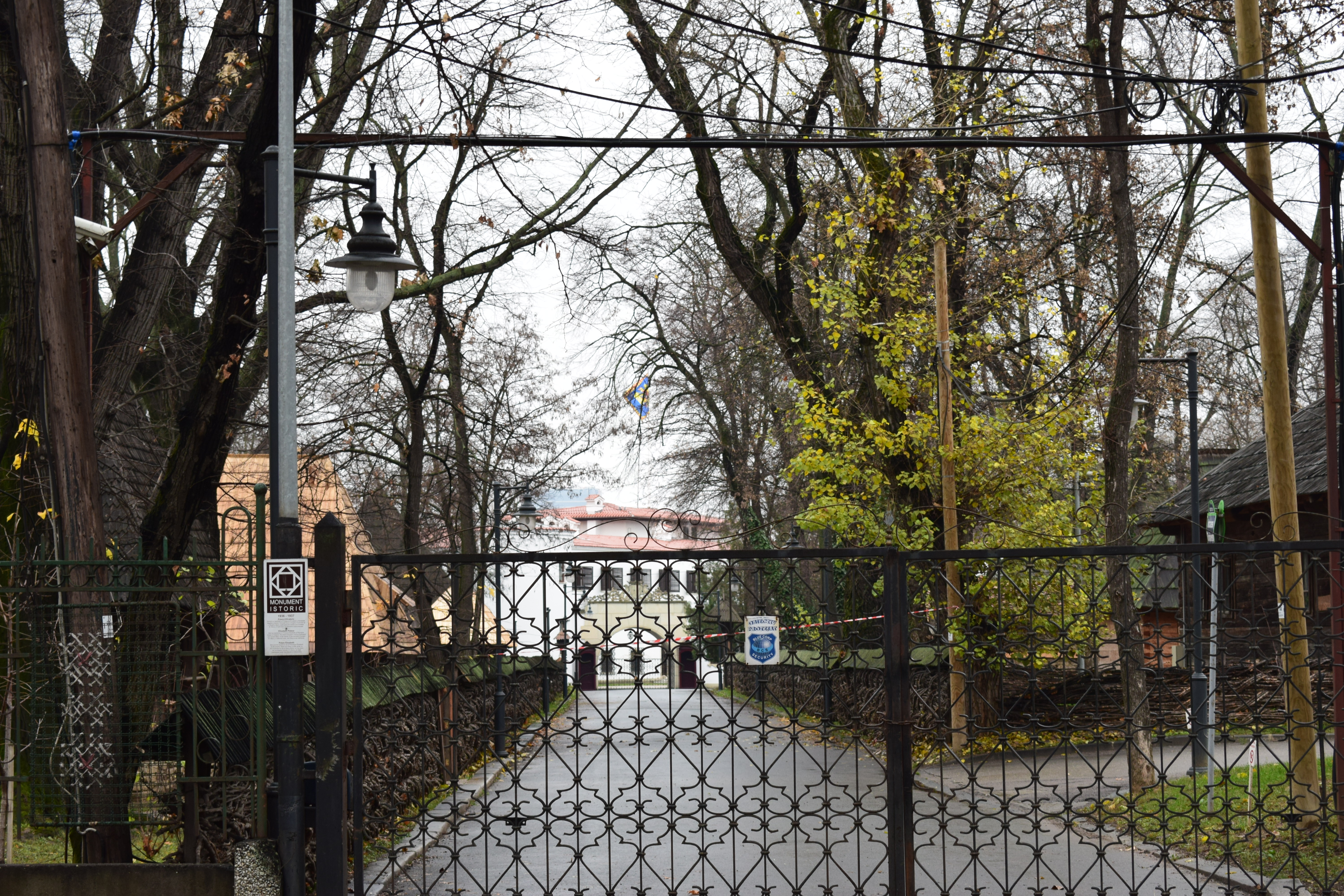
Poarta principală a Palatului Elisabeta; clădirea, pe care este arborat pavilionul Principesei Moștenitoare, se află la capătul aleii, imagine surprinsă înainte ca Majestatea Sa Margareta să devină Custodele Coroanei.
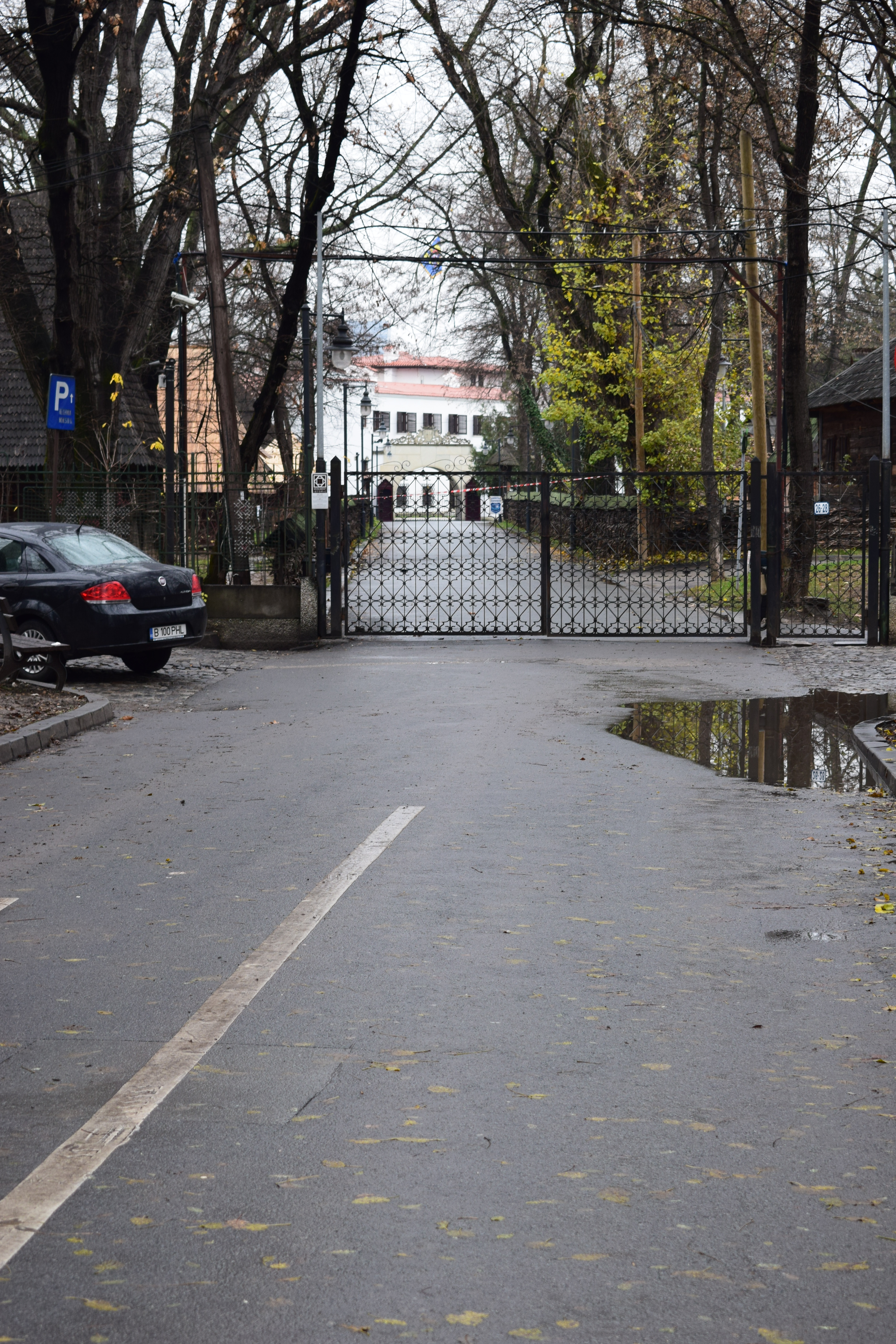
Poarta principală a Palatului Elisabeta, văzută din b-dul Kiseleff.

## Istoric
Palatul a fost proiectat și construit între anii 1935 - 1937 pentru Regina Elisabeta a Greciei, născută Principesă a României, prima fiică a Regelui Ferdinand I al României și a Reginei Maria a României, soră a Regelui Carol al II-lea al României. El nu a fost destinat să găzduiască activități oficiale, ci să servească ca locuință Principesei reîntoarse în țară. Palatul nu a fost locuit prea mult de către fosta regină a Greciei, deoarece aceasta s-a retras la reședința ei de la țară, Castelul Banloc.
După bombardarea Palatului Regal de pe Calea Victoriei, a doua zi după evenimentele de la 23 august 1944, Regele Mihai I a cerut permisiunea mătușii sale de a-și muta curtea, temporar, în Palatul Elisabeta. 
Într-unul dintre saloanele aflate la etaj, Regele Mihai a fost forțat să semneze un act nelegal de abdicare, la 30 decembrie 1947 (v. „Lovitura de stat de la 30 decembrie 1947”).
Palatul s-a aflat în proprietatea Principesei Elisabeta până la naționalizarea lui în 1948. În prezent, palatul se află în proprietatea statului și este administrat de Regia Autonomă ”Administrația Patrimoniului Protocolului de Stat”(RAAPPS).
După revenirea definitivă în țară a Familiei Regale a României, petrecută în 1997 (la exact 50 de ani de la plecarea în exilul forțat), Palatul este folosit ca singura reședință oficială și locuință a Familiei Regale din București.

## Arhitectură
Palatul a fost proiectat în 1936 de către arhitectul Constantin Ionescu. Corneliu Marcu a preluat proiectarea după moartea lui Ionescu. Stilurile arhitecturale principale sunt: stilul Maur și stilul (Neo)Brâncovenesc, însă conform ultimelor publicări (vezi Curentul Mediteranean in arhitectura interbelica romaneasca), Palatul Elisabeta este încadrat în stilul Mediteranean.
Decorarea Palatului Elisabeta a avut ca sursă de inspirație, printre alte palate, Castelul Banloc.

## Situația curentă
În prezent, clădirea servește Majestății Sale Margareta, Custodele Coroanei române și întregii Familii Regale, atât ca locuință in Capitală, cât și ca loc de desfășurare a unor activități oficiale cu caracter public sau privat.
Din 2007, aici au loc:
- primiri de Șefi de Stat străini[5]
- primiri oficiale de delegații și personalități românești sau străine[6]
- dineuri oficiale
- ceremonii de decorare
- comemorări ale evenimentelor istorice importante și ale personalităților românești sau străine
- întâlniri de lucru cu asociațiile pe care un membru Familiei Regale le patronează (ex. Societatea Română de Cruce Roșie, al cărei președinte este ASR Principesa Margareta[7])
- ceremonii de acordare a calității de Furnizor Regal pentru firmele românești[8][9]
- Garden Party-ul care celebrează, în fiecare an, Ziua Națională de 10 Mai[10]
- celebrarea publică a zilei onomastice al Regelui Mihai (8 noiembrie - Sf. Arhangheli Mihail și Gavriil)[11][12]
- zile ale Porților Deschise (primiri de grupuri de elevi și alte persoane care doresc să cunoască Palatul și activitatea zilnică a Familiei Regale)[13]
- primiri de delegații ale asociațiilor profesionale și sportive
- interviuri, întâlniri cu presa
- audiențe (ale Regelui și ale celorlalți membri ai Familiei Regale)
- funcționarea Secretariatului Regal și alte activități administrative ale Casei Majestății Sale Regelui[14][15]

## Galerie foto

Detaliu heraldic
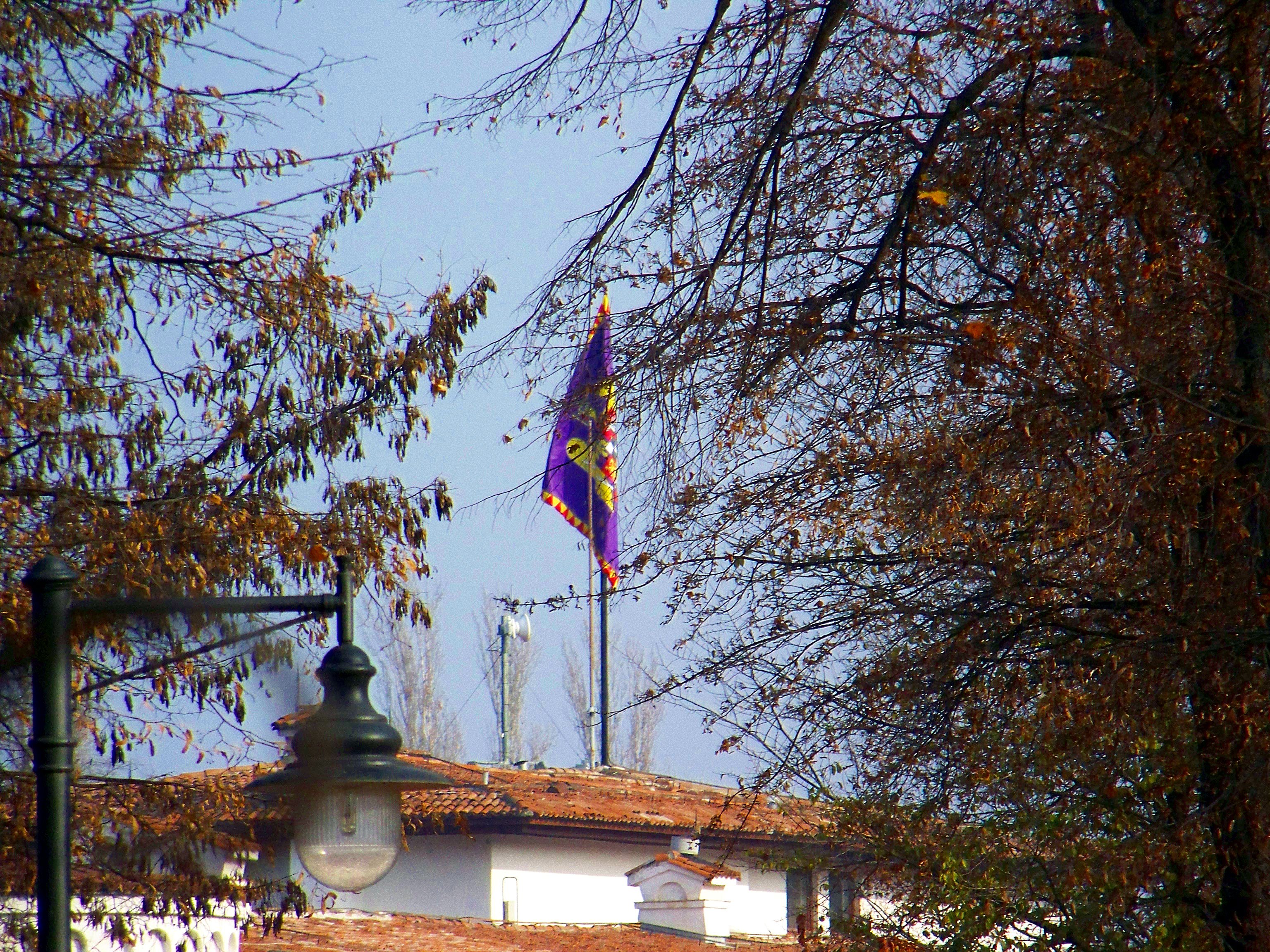
Pavilionul personal al Principesei Moștenitoare Margareta a României, arborat pe Palatul Elisabeta
Detaliu
Palatul Elisabeta văzut peste gardul ce-l desparte de Muzeul Satului.
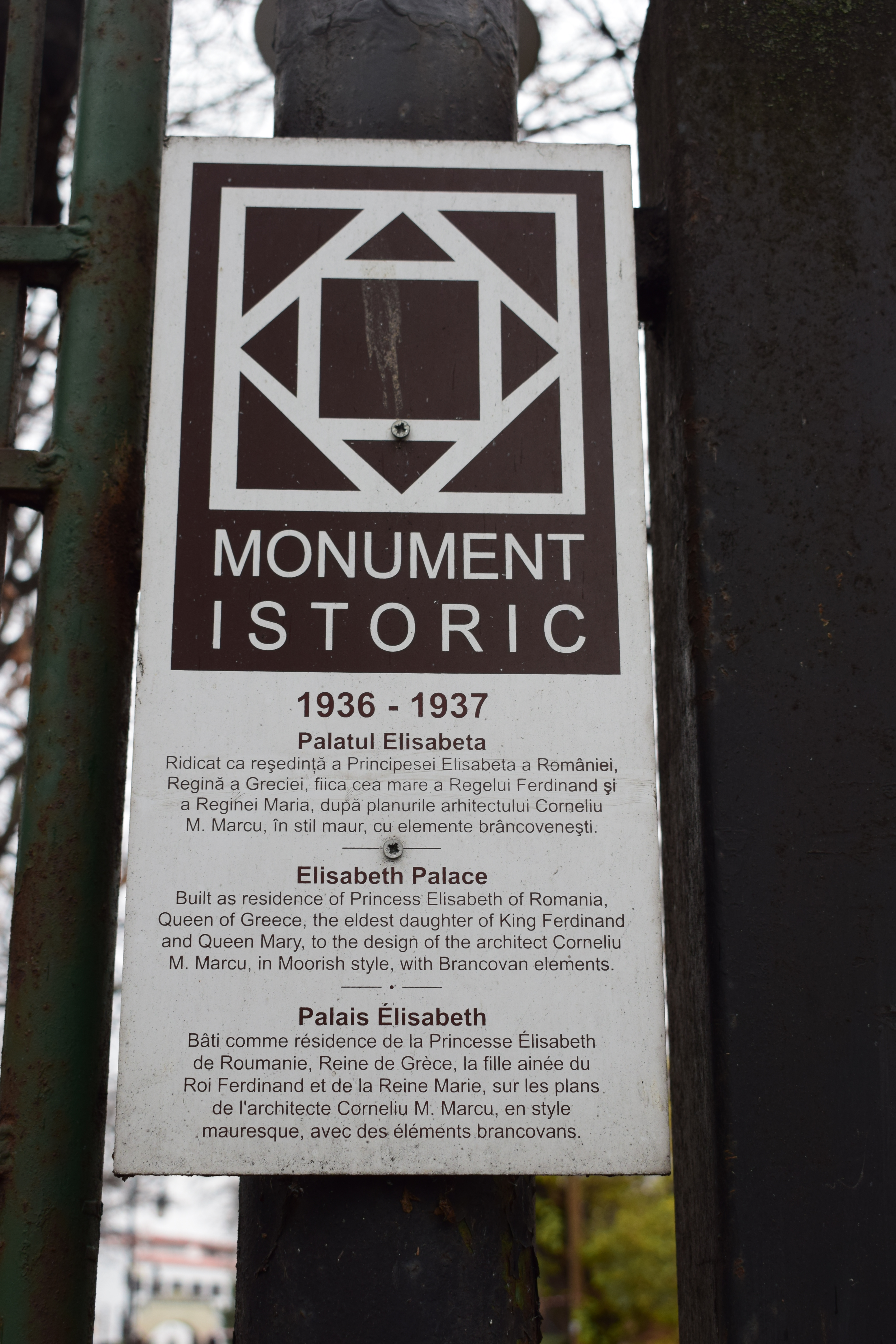
Plăcuța explicativă aflată la poarta Palatului Elisabeta, care arată pe scurt istoricul clădirii.
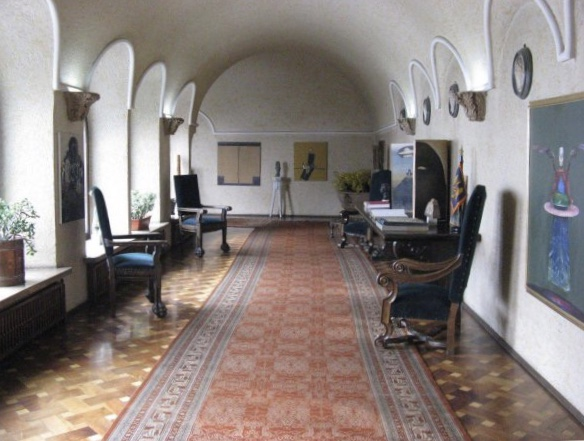
Interiorul